# Chiesa di San Vittore (Landriano)
La chiesa di San Vittore è la parrocchiale di Landriano, in provincia e diocesi di Pavia; fa parte della vicariato III.

## Storia
La primitiva chiesa di Landriano sorse nel 1122; la si trova menzionata nelle Rationes decimarum del 1322-1323.
L'attuale parrocchiale venne costruita nel 1392.
Negli atti alla visita del 1460 di Amicus de Fossulanis si legge che la chiesa era inserita nel vicariato di Vidigulfo; tale situazione è confermata nel 1576. In quello stesso anno fu prescritta dal vescovo Ippolito de' Rossi la realizzazione di una recinzione per il cimitero.
Nel 1708 l'altra parrocchia del paese, dedicata a San Quirico, fu soppressa ed aggregata a quella di San Vittore; tra il 1762 e il 1769 si rifece il pavimento e si realizzarono le balaustre del presbiterio.
Nel 1769 risultava che la chiesa fosse aggregata al vicariato di Gualdrasco e che il clero a servizio della cura d'anime fosse composto da quattro sacerdoti e da tre chierici, mentre nel 1807 solo dal parroco e da un cappellano, nel 1823 nuovamente da quattro sacerdoti e poi nel 1845 dal parroco, da due coadiutori e dal cappellano, anche se successivamente la figura del cappellano non è più attestata a Landriano.
Nel 1860 la facciata venne modificata con la costruzione del porticato e nel 1886 la chiesa di consacrata dal vescovo Agostino Gaetano Riboldi.
Dalla relazione della vista pastorale del 1898 del suddetto vescovo Riboldi s'apprende che nella chiesa, che era a capo di un vicariato foraneo, avevano sede le confraternite del Santissimo Sacramento e del Santo Rosario, le Pie Unioni della Sacra Famiglia e delle Figlie di Maria, la compagnia di San Luigi Gonzaga e la congregazione del Terz'Ordine di San Francesco d'Assisi.
Il 25 ottobre 1989 venne soppresso il vicariato di Landriano, che comprendeva, oltre a quella landrinese, anche le parrocchie di Vidigulfo, di Bascapè, di Gualdrasco, do Pairana, di Torrevecchia Pia, di Vigonzone e di Zibido al Lambro.

## Descrizione

### Facciata
La facciata della chiesa, che è a salienti, è tripartita da quattro contrafforti al culmine del quali sono posti dei pinnacoli; la parte centrale è introdotta da un esonartece in aggetto caratterizzato da due colonne centrali, mentre quelle centrali presentano due porte laterali sopra le quali si aprono delle finestre.

### Interno
L'interno della chiesa, che è a croce latina, è diviso in tre navate, separate da pilastri caratterizzati da capitelli in oietra.
L'aula termina col presbiterio rialzato di qualche gradino e a sua volta chiuso dall'abside semicircolare.